# Paweł Niedziółka
Paweł Robert Niedziółka – polski ekonomista, dr hab. nauk ekonomicznych, profesor nadzwyczajny Szkoły Głównej Handlowej.

## Życiorys
Obronił pracę doktorską 23 października 2010 pod tytułem Zarządzanie ryzykiem stopy procentowej w banku komercyjnym za pomocą pozagiełdowych instrumentów pochodnych. 10 października 2010 habilitował się na podstawie rozprawy zatytułowanej Kredytowe instrumenty pochodne a stabilność finansowa. Jest profesorem nadzwyczajnym Szkoły Głównej Handlowej. Redaktor tematyczny (finanse) Czasopisma Komitetu Nauk o Finansach PAN „Finanse”, członek Komitetu Recenzentów Journal of Banking and Financial Economics.